# Sanchezia aurantiaca
Sanchezia aurantiaca là một loài thực vật có hoa trong họ Ô rô. Loài này được Leonard & L.B. Sm. miêu tả khoa học đầu tiên năm 1964.